# Елизабетин мост
Елизабетин мост (мађ. Erzsébet híd) је мост у Будимпешти који повезује Будим са Пештом преко Дунава. Смештен је на најужем делу Дунава у Будимпешти, а без кракова дужине је 290 м. Име је добио по Елизабети Баварској, популарној краљици и царици Аустроугарске, које је убијена 1898. године. Велика бронзана статуа Елизабете налази се поред моста у малој башти, на страни Будима. 
Првобитни мост на овом простору грађен је између 1897. и 1903. године, уништен је током Други светски рат, а знатно поједностављена бруталистичка верзија без икаквих украса, односно данашњи мост, зидан је у периоду од 1961. до 1964. године. Мост повезује Трг 15. марта са најстаријом црквом у Пешти из 13. века и чувени ресторан Матијас Пинс, са Тргом Добретеј у Будиму на брду Гелерт.

## Историјат
Првобитни стални украсни мост грађен је од 1897. до 1903. године услед корупцијског скандала. Будимски крај моста се протеже до подножја брда Гелерт, што је захтевало компликовано уређење путева и њихово повезивање са мостом. Мост је направљен тако што је богати племић, члан Градског већа био власник одређеног дела обале. Желео је да заложи своје богатство продајом дела замеље за потребе изградње моста, подмићујући остале одборнике града и инжењере. У време коњских запрега, питање геометрије се није сматрало значајним и резултатирало је прекорачењем трошкова, тако да није покренут поступак. У последњим деценијама, многи возачи аутомобила су повређени или погинули на мосту због његовог лошег пројектовања. Након несреће из 2004. године у којој је погинула читава породица, ограничење брзине од 40 километара на час важи за западну траку моста.  
Стари мост Ерсебет, заједно са многим другим мостова широм земље подигнут је крајем Другог светског рата након повлачења Вермахта. Ово је био једини мост у Будимпешти који није могао да се обнови у изворном облику. Слике и неколико декоративних елемената је спашено са старог моста који је бомбардован и могу се видети на трави испред Музеја саобраћаја у Градском парку. Садашњи мост изграђен је на истој локацији између 1961. и 1964. године на темељу старог, јер Влада у том периоду није могла да приушти да се изгради потпуно нови мост. Нови дизајн осмислио је Пал Саволи, са којим су трамвајске шине уклоњене са моста 1873. године након што су се на конструкцији појавиле пукотине. Специјалну расвету за Елизабетин мост креирао је јапански дизајнер расвете Мотоко Иси, а Јапан је донирао 120 милиона форинти за трошкове, док је Градско веће Будимпеште платило 150 милиона форинти за пројекат.

## Галерија
- Поглед на мост 2005. године.
- Скулптура у парку поред моста.
- Мост на кованици из 1974. године.
- Стари мост који је срушен током Другог светског рата
- Елизабетин мост и његове петље.